# 宗教法
宗教法（しゅうきょうほう）とは宗教において伝統的に説かれている倫理規定・道徳律を指す。例としては観衆的な「ハラーハー」(ユダヤ法)、ヒンドゥー法、「シャリーア」(イスラーム神聖法)、カノン法(キリスト教の法)がある。
中でもとくに有名な二つの法体系、カノン法とシャリーアはそれぞれに他の宗教法と大きく異なっている。というのはカノン法はカトリック教会、聖公会、東方正教会それぞれにおいて大陸法(英語: civil law)として法典化され、シャリーアは自身に含まれる法の多くを判例と(英米法のような)類推に負っているのである。

## 国教化と宗教組織
国家宗教あるいは国教とは国家が公的に支持している宗教である。神権政治とは神が第一の主権者とみなされる政治形態である。対比概念は、政教分離がなされている世俗主義である。

## 仏教
南伝仏教に見られる波羅提木叉は比丘・比丘尼の戒律を集めたものである。東アジアの多くの国々やヴェトナムの仏教では四分律が守られており、チベット仏教では根本説一切有部の律が使用される。

## ヒンドゥー教
ヒンドゥー法はマヌ法典に大きく依拠している。イギリスはヒンドゥー法を自身のインド統治に次ぐものとみなしたが、世俗的なインド共和国が成立して以降、英領インド帝国時代の統治体制の影響は大きく減衰している。

## ユダヤ教
口伝律法ではなくトーラーこそが神との聖約の律法の基盤である。ラビの伝承によるとトーラーには613のミツワーが含まれる。(モーセの律法とも呼ばれる)トーラーに含まれる「ミツワー」は人間の生活のほぼ全ての面に関わる掟である。この掟の中には男性にのみ、あるいは女性にのみ向けられたものもあり、あるいは古代の祭祀集団(レビ族)にのみ向けられたもの、イスラエルの地にいる農家にのみ向けられたものもある。エルサレム神殿が存在するときにのみ適用される掟もある(第三神殿を参照)。ローマ帝国によるユダヤ戦争に伴う第二神殿崩壊以降、ユダヤ教の口伝律法は書かれたトーラーの集中的かつ広範な解釈を通じて発展した。ヤムニア学派を参照。
「ハラーハー」(ヘブライ語: הלכה; 歩行)と呼ばれるラビ的ユダヤ教の生活形態は、ミシュナー、ミドラーシュ、タルムード、およびそれらの註釈といった口伝律法やトーラーを読むことから成る。ハラーハーは司法的決定、立法的制定、慣習法といった様々な法的・準法的機構を通じて発展してきた。ラビたちの質問とそれに対する答えという著作形態は「レスポンサ」と呼ばれる。長い時間をかけて、実践が発展するとともに、 ユダヤ教法典がタルムード文学とレスポンサに基づいて書かれた。殆どの正統派ユダヤ教徒およびいくつかの宗派の保守派ユダヤ教徒は宗教的実践の指針となる最も重要な倫理規定としてシュルハン・アルーフを使用する。

## キリスト教

### 聖書の法あるいはモーセの律法
キリスト教の大枠の内においては、少なくとも三種類の法の定義があり得る。一つはトーラーあるいはモーセの律法(キリスト教では旧約とみなされる)で神聖法あるいは聖書律法とも呼ばれる。その最たる例はモーセの十戒である。二番目は福音書に見られるイエスの説教である(イエスの法、新しき誡命、新訳などとも呼ばれる)。三番目はカトリック教会・聖公会・東方正教会に見られるカノン法である。

### カノン法
カノン法は教会とその成員のために権威ある聖職者によって制定された法文・法規である。カノン法はローマ・カトリック教会・東方正教会・東方諸教会・聖公会を統べる内的な教会法である。カノン法が制定され、解釈され、時には判決を受ける方法は教派によって大きく異なる。カノン法を持つ全ての教派で、カノンとは第一には教会法によって制定される規則であった(ギリシア語: kanon / κανών、ヘブライ語: kaneh / קנה、規則、基準)こういったカノンがカノン法の基盤を成した。

#### 使徒的カノン
使徒的カノンあるいは「一致している聖使徒たちの教会のカノン」は古代の教会で通用した法規の集成（東方正教会で85条、カトリック教会で50条とされる）であり、初代教会内の政治と規律に関わるものである。『Ante-Nicene Fathers』の一部であるApostolic Constitutionsと一つにまとめられている。

#### カトリック教会
カトリック教会では西洋でもっとも古くから法体系が機能し続けてきており、これはヨーロッパ市民法の伝統に先行するものである。1世紀にエルサレム会議において十二使徒によって採用された規則(カノン)とともに始まったものが数千年にわたる人類の経験を経て開花し、単に新約に示された規範だけでなくヘブライ人、ローマ人、西ゴート人、サクソン人、ケルト人の伝統的な法の諸要素を要約した非常に複雑で独特な法体系となった。
ローマ教会では、不変の神聖法や自然法、あるいは可変の単なる状況に即した実定法に基づいた実定的な教会法が教皇の権威のもとに発布される。教皇は最高司祭として立法・司法・行政の三権力全てをその身に帯びていた。カノンの実際の題材は単に本質的に教義的・倫理的なことにとどまらず、実際には人間の状態を取り巻くあらゆるものにわたる。
初代教会において、最初のカノンは「エキュメニカル」会議(皇帝が少なくともローマ司教が認知する全ての司教を召喚すること)あるいは「地方」会議(一つの地域の司教)で一致した司教によって採択された。長い間、こういったカノンはローマ教皇の勅令によって補足されるという状況が続いた。問題や疑義が起こると「ローマの発言だ、一件落着だ。」(ラテン語: Roma locuta est, causa finita est)という格言によって返答されたのである。
後に、こういったカノンが公的にしろ非公的にしろまとめられた。最初の本当に体系的な集成はカマドレーゼ会の修道士ヨハンネス・グラティアヌスがまとめた『グラティアヌス教令集』(ラテン語: Decretum Gratiani)である。教皇グレゴリウス9世は『グレゴリウス9世教令』(ラテン語: Decretalia Gregorii Noni)あるいは『新版教令集成』（ラテン語: Nova Compilatio decretalium、1234年)と呼ばれる公的なカノンの集成を公布した。これに続いてボニファティウス8世の『Liber Sextus』(1298年)、クレメンス5世の『Clementines』(1317年)、『Extravagantes Joannis XXII』、『Extravagantes Communes』などが公布されたが、いずれもLiber Extraとして同じ形式に従った。『グラティアヌス教令集』も含めてこれらの集成は全て、まとめて『カノン法条文』(ラテン語: Corpus Juris Canonici)として言及される。『カノン法条文』の完成後引き続いて教皇による法令が『Bullaria』として断続的に刊行された。
19世紀までに、この法令には10000以上の条文が含まれるようになり、状況や慣習の変化とともに互いに調和させることが困難となった。このためピウス10世は最初の教会法典、つまり一冊にまとめられ明確化された法律を作るよう命じた。枢機卿ピエトロ・ガスパッリの庇護下で、カノン法編集という任務がジャコモ・デッラ・キエーザの下で完成された。ジャコモ・デッラ・キエーザつまりベネディクトゥス15世が教会法典を公布し、1918年から施行された。ピウス10世により始められたこの法典は『ピウス・ベネディクトゥス法典』とも呼ばれるが、より一般には1917年法典と呼ばれる。この法典を準備する中で、主導的な専門家たちによって数百年にわたる資料がその信頼性を調査・精査され、ユスティニアヌス法典からナポレオン法典に至るまで矛盾する法典やその他の法典と可能な限り調和させられた。
ヨハネ23世は最初にローマ司教区の教会会議、公会議を開き、1917年法典に合わせた。第二バチカン公会議が1965年に閉会すると、公会議の報告・神学に照らし合わせて法典を集成する必要があることが明らかになった。複数の草稿と数年にわたる議論が重ねられたのち、ヨハネ・パウロ2世が1983年に改訂された教会法典を公布した。これは1752条からなり、ラテン(西方)ローマ教会を結びつける法であった。
東方典礼カトリック教会のカノン法は幾分異なる戒律・実践を発展させてきていたもので、独自の法典化過程を経て、1990年にヨハネ・パウロ2世により東方教会法典が公布されるという結果に至った。
カノン法の教説と実践はヨーロッパの多くの地域での法体系の発展と並行しており、結果的に近代の大陸法および英米法はカノン法からの影響を被ることになった。ブラジル人のカノン法の専門家エドソン・ルイズ・サンペルによれば、カノン法はヨーロッパ大陸やラテンアメリカの法のような多くの市民法の研究機関の誕生に含まれているという。カノン法は現代社会に大きな影響を与えているとサンペルは言う。
近年では、全てのラテン典礼カトリックの神学校の学生はカノン法(c. 252.3)を学ぶ過程を履修することを期待されている。教会職員の中には、職務を果たすために教会法博士か、少なくとも教会法有資格者であることを要求される者もいる(Judicial Vicars (c. 1419.1), Judges (c. 1421.3), Promoters of Justice (c. 1435), Defenders of the Bond (c. 1435)など)。さらに、司教総代理と監督代理はカノン法もしくは神学の博士であるか少なくとも有資格者であり(c. 478.1)、canonical advocateはカノン法の博士であるか真に専門家でなければならない(c. 1483)。通常、司教は聖典、神学、あるいは教会法に関して高い学位を持っていることになっている(c. 378.1.5)。スペインのドミニコ会の聖職者ライムンドゥス・デ・ペンナフォルテ(1175年–1275年)はカノン法学の分野で重要な功績をあげたためカノン法学者の守護聖人となっている。

#### 東方正教会
東方ギリシア世界の正教会は『ペーダリオン』(ギリシア語: Πηδάλιον、舵)という名の下にカノンや註釈の集成を作成した。この名の由来はペーダリオンが教会を操舵するという所にある。正教会では伝統的に概してカノンを法というよりむしろガイドラインとして扱っており、主教たちは文化的な状況やその他の個別的な状況に合わせてカノンを適宜修正してきた。公会議(ギリシア語を使って熟議された)でカノンが法として使われることを予定していたならば我々はそれをカノン(ギリシア語: κανόνες、規則)ではなくノモイ(ギリシア語: νόμοι、法)と呼んでいたであろうが、実際にはほとんどの正教会ではカノンと呼んでいると指摘する正教会法学者もいる。しかし公会議における教義決定はガイドラインとして使われるよりもむしろ強制されるものである、というのは教義は教会が一致する上で不可欠なものだからである。

#### 聖公会
英国国教会では、かつて結婚・離婚・遺産相続・名誉棄損といった多くの問題を扱っていた教会裁判所が、今日でも教会に関係するある種の問題(例えば、聖職者の守る規則、教会財産の変更、その他教会構内に関係のある事柄)に関する法を制定している。こういった独立した地位の起源はサクソン人によって利用された世俗・教会が入り混じった領土・裁判所をノルマン人が分離した12世紀にまで遡る。イングランドの他の法廷と対照的に教会の問題に適用される法は少なくとも部分的には大陸法の体系であって英米法ではなかったが、議会で制定された法の支配を強く受けていた。英国宗教改革以降、イングランドの教会裁判所は王立裁判所となった。オックスフォード大学及びケンブリッジ大学で教授されていたカノン法はヘンリー8世によって廃止された。それ以降教会裁判所で働く人々は大陸法の教育を受け、オックスフォードで大陸法博士を授与されるかケンブリッジで法学博士を授与されるようになった。こういった法律家(「博士」あるいは「シビリアン」と呼ばれる)はロンドンのセント・ポール大聖堂の南にあるいくつかの通り、いわゆる「ドクターズ・コモンズ」の中心に住んだ。そこで彼らは遺言検認・結婚・海事といった問題を、19世紀半ばに立法権が英米法の裁判所に奪われるまで独占していた(海事法は英米法ではなく大陸法に基づき続け、シビリアンたちの職掌であり続けた)。 
チャールズ1世はかねてよりムチャルズ城での会議に続いてのアバディーン司教団やその他のスコットランド中での反乱に直面しており、カヴェナンターの反乱の後1638年にカノン法を廃止した。
聖公会に属するその他の世界中の教会(例えば米国聖公会やカナダ聖公会)はそれぞれ独自のカノン法の下に活動している。

#### 長老派・改革派教会
長老派・改革派教会では、カノン法は「実務と手続」あるいは「教会の規則」として知られており、教会内の政治、規律、法的活動、信仰に関する教会の法を含む。

#### ルター派
『コンコルディア』はルター派の歴史的な教義表明文であり、16世紀以降のルター派で権威を認められた10の信条より成る。しかし、『コンコルディア』はカノン法とは違って教会の規則・規律の書というよりもむしろ(正統派信仰を述べた)信仰告白文である。各国のルター派教会はそれぞれ独自に教会の規則・規律を定めているが、これが「カノン」として言及される。

#### 合同メソジスト教会
4年ごとに改定される『規律書』に合同メソジスト教会の法・規則・方針・ガイドラインが記されている。最新のものは2008年版である。
キリスト教のいくつかの教派では、律法はしばしば恩寵と対比される。律法と福音を参照。ここでこの対比は、十字架上のイエスの贖罪に対する信仰を通じた救済を求めることに対して律法を遵守することによって救済を得ることについて言われる傾向がある。律法主義、反律法主義を参照。

## イスラーム
「シャリーア」はイスラーム神聖法(アラビア語: قانون إسلامي qānūn ʾIslāmī)としても知られており、イスラームの倫理規定・宗教法である。シャリーアは主に二つの法源に由来し、教訓は『クルアーン』と、スンナに見られるイスラームの預言者ムハンマドの慣行集に掲げられている。イスラーム法学(フィクフ)では第一法源で解明されていない問題に対して、第二法源を含めることでシャリーアを解釈し、適用範囲を広げる。この第二法源には大抵、ウラマー(神学者)の合意つまり「イジュマー」と「キヤース」を通したクルアーン・スンナからの類推が含まれる。シーア派法学者は難しい問題を解明する上で類推に頼るよりも「アクル」すなわち推論を行うことを好む。
ムスリムはシャリーアを「神の法」だと信じているが、この信仰が実際に何を伴うかに関してはムスリムの間でも違いがある。イスラームの異なる学派に属するもののように、近代主義者、伝統主義者、原理主義者はシャリーアに関してそれぞれ異なる考えを持っている。異なる国・社会・文化でも同様にシャリーアに対して異なる解釈がなされる。
シャリーアは刑事・政治・経済といった世俗法が扱う多くの問題に加えて、性的関係、公衆衛生、食生活、礼拝、断食といった個人的な問題をも扱う。シャリーアが公的地位を得ている場所では、カーディーと呼ばれる裁判官によってシャリーアが適用される。イマームはシャリーアの解釈に応じて異なる職能を持つ。イマームという語は一般的には集団で礼拝する際の指導役を指して使われるが、時には学者・宗教的指導者・政治的指導者を指して使われる。
イスラーム諸国のイスラーム主義運動の長期的な目標はシャリーアの再導入である。アジアのいくつかの国(例えばイスラエルやインド)でマイノリティーとなっているムスリムは自分たちのコミュニティーや個人の問題に判決を下すうえでシャリーアが制度的に認められることを求めて主張してきた。より近年になってムスリムの移民が進んでいる西洋諸国では、マイノリティーであるムスリムは自分たちの間での諍いにのみ適用する家族法としてシャリーアを導入しているがその成功度合いは国によって異なる。その例としてイギリスのムスリム仲裁裁判所などがある。シャリーアを課しようという運動は論争、暴力、さらには戦争(第二次スーダン内戦を参照)を引き起こしてきた。

## バハイ教
バハーイー法はバハイ教で使用される法令であり、バハイ教を実践する上で根本的な部分を占める。バハーイー法は教祖バハーウッラーによって確かめられた文書に基づいており、後にアブドゥルバハーおよびショーギ・エフェンディーによって解釈が施され、万国正義院によって法典化された。バハーイー法は一般的な規則・ガイドラインとして表され、個々人はそれを自分に最もよく合うようにしなければならない。バハーイー共同体によって施行されている社会法もあるにはあるが、強調されるのは個々人が自分の自覚・理解・理性に基づいて法に従うことであり、バハイ教徒はバハーウッラーへの愛に基づいて法に従うことが求められる。法は世界の秩序と平和を維持する方法とみなされている。
以下のようなキタブ・イ・アクダスの基本的宗教戒律や法の順守がバハイ教徒の義務とされる:
- 毎日義務である祈りの文句を朗誦すること。三種類の文句があり、その日にどれを朗誦するか選べる。
- 3月2日から3月20日までの19日間の間日の出から日没までの断食を行うこと。この期間の間15歳から70歳までの健康なバハイ教徒は飲食を控える。
- 噂や陰口は禁止されており、特に個人と人の間の関係を損なうものとみなされている